# Klenec
Klenec (nebo také romboedr) je rovnoběžnostěn, jehož stěny jsou tvořeny shodnými kosočtverci.
Romboedr patří mezi krystalové tvary.
Objem: Sph=a3(1-cosα)(1+2cosα)1/2
Povrch: 6a2sinα